# Haus der Weimarer Republik

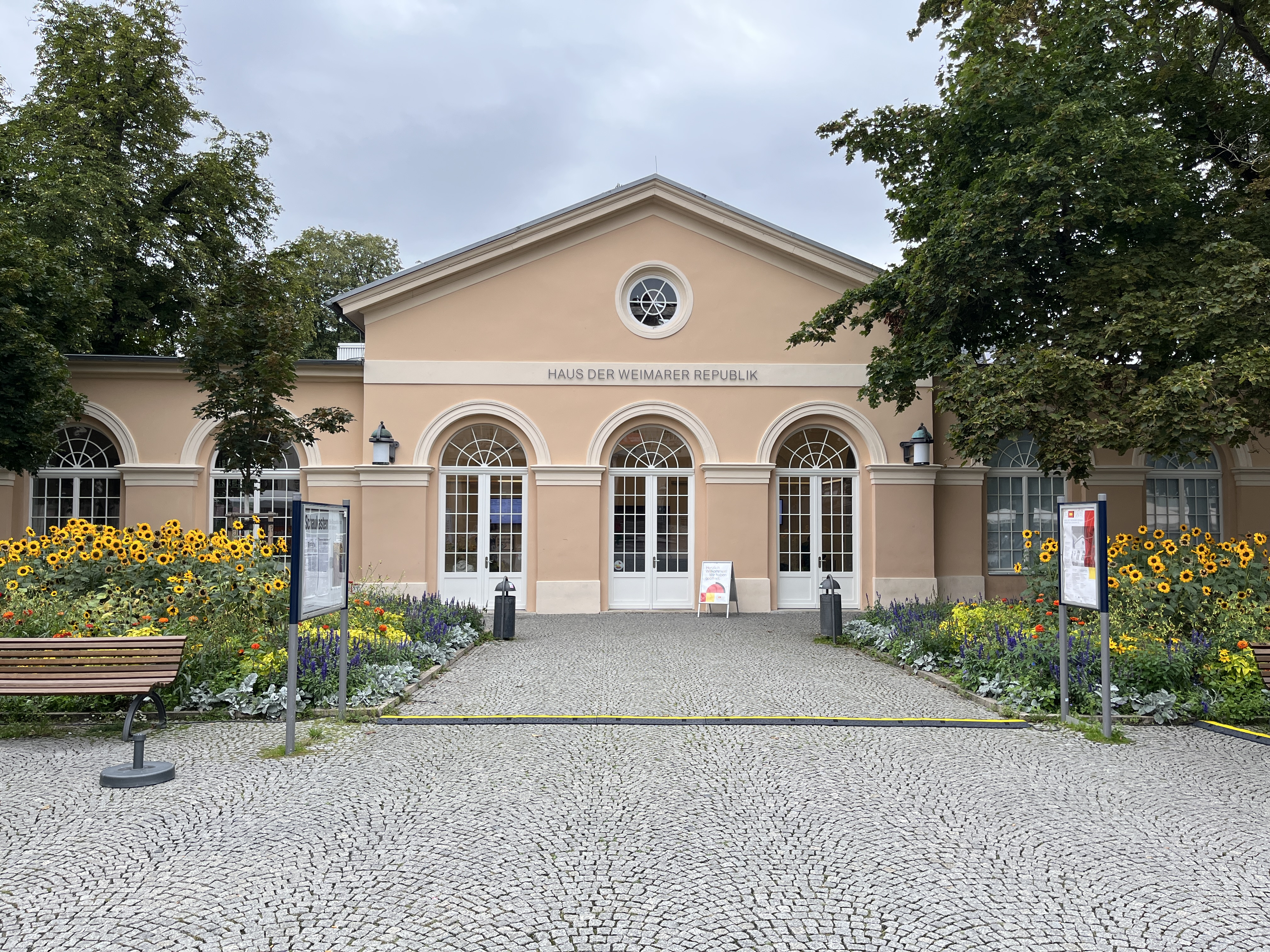

Het Haus der Weimarer Republik is een museum in het Duitse Weimar. Het museum aan de Theaterplatz werd geopend op 31 juli 2019. Het is gevestigd in een voormalige koetsenremise naar plannen van  Clemens Wenzeslaus Coudray uit de 19de eeuw. Het museum belicht de periode van de Weimarrepubliek, die in 1919 op het plein in Weimar werd uitgeroepen.